# 히로시마·나가사키 원자폭탄 투하
히로시마·나가사키 원자폭탄 투하(한국 한자: 広島・長崎原子爆弾投下, 영어: Atomic bombings of Hiroshima and Nagasaki, 일본어: 日本への原子爆弾投下)는 제2차 세계 대전을 끝내기 위해 1945년 미국은 일본에 두 개의 원자폭탄을 투하했는데 8월 6일 히로시마시에 한 개의 원자폭탄을 떨어뜨렸고 8월 9일 나가사키시에 나머지 한 개의 원자폭탄을 떨어뜨렸다.
원자폭탄 두 개를 떨어트리기 전까지 6개월간 미국은 일본인들이 거주하는 도시 67개를 공습했고 영국, 대만과 함께 미국은 포츠담 선언에서 일본에게 무조건 항복을 강요했으나 일본은 항복하지 않았다.
결국 1945년 8월 6일 월요일 해리 트루먼 미국 대통령이 명령하여 원자폭탄 "리틀 보이"(Little boy)가 히로시마에, 3일 후 8월 9일 "팻 맨"(Fat man)이 나가사키에 투하됐다. 원자폭탄 투하가 결정된 히로시마는 당시 일본군 제2사령부이면서 통신 센터이자 병참 기지였으므로, 일본의 군사상으로 중요한 근거지였다.
원자폭탄을 떨어뜨리고 초기 2개월에서 4개월 동안 히로시마에서는 90,000명에서 166,000명, 나가사키에서는 60,000명에서 80,000명 정도가 사망했으며 그 중 각 도시 사망자 절반은 원자폭탄을 떨어뜨린 당일에 집계되었는데 히로시마 의료기관은 원폭투하 탓으로 60%가 섬광화상으로, 30%가 건물 잔해물로, 10%가 기타 원인으로 죽었다고 한 이 보고가 있은 후 다음 달에 더 많이 죽었는데 이는 원폭투하 탓에 후폭풍과 피폭과 기타 질병 합병증과 부상 탓에 발생했다.
그리고 미국에선 이 사건이 최단기에 가장 많은 시민을 죽였다고 평가하였고 15%에서 20%가 피폭으로, 20%에서 30%가 섬광화상으로, 50%에서 60%가 질병과 부상으로 죽었다고 보고했는데 사망자들 중 대부분은 일본 시민들이었다.
나가사키에 원폭이 투하된지 6일이 지난 8월 15일 일본은 마침내 연합군에 무조건 항복을 선언했으며 9월 2일 항복 문서에 사인하면서 공식적으로 태평양 전쟁과 제2차 세계대전의 종전을 알렸다.
한편 독일은 이미 5월 7일 유럽에서 항복을 선언했고 이 원폭투하로 인해 전후 일본은 "핵무기를 만들지 않으며, 갖지 않으며, 들여오지 않겠다"는 비핵 3원칙을 수용했으며 이 항복으로 인해 아시아의 일본 식민지들은 자동적으로 독립하게 된다.

## 계획
히로시마 시와 나가사키 시를 대상으로 한 원자폭탄 투하의 역사는 미국의 핵 개발 계획인 맨해튼 계획부터 거슬러 올라간다. 당시 미국과 영국, 캐나다는 비밀리에 초크 강 연구소에서 공동으로 튜브 알로이스 프로젝트를 연구하여, 첫 원자폭탄을 설계·제조하였는데, 이를 맨해튼 계획이라고 한다. 과학적 연구는 미국의 물리학자 로버트 오펜하이머가 맡았으며, 미 육군 공병사령부의 레슬리 그로브스 장군이 프로젝트의 총 책임자를 맡았다. 히로시마에 떨어진, 일명 "리틀 보이"(Little Boy)라고 불리는 포신형 원자폭탄은 테네시주 오크리지에 있는, 우라늄 235를 천연 우라늄으로부터 분리해내는 거대한 시설에서 분리된 우라늄 235로 만들어졌다. 이렇게 만들어진 원자폭탄의 첫 실험은 1945년 7월 16일 뉴멕시코주 앨라모고도에서 이루어졌다. 내폭형에 해당하는 테스트에 사용한 원자폭탄인 트리니티(Trinity)와 나가사키에 투하한 원자폭탄인 "팻 맨"(Fat Man)은 플루토늄 239로 만들어졌으며, 그 합성 요소는 워싱턴주 핸포드의 핵융합로들에서 만들어졌다.

### 포츠담 선언과 일본의 거부
트리니티 실험이 실시된 지 10일이 지난 7월 26일에 미국과 중화민국, 소련 등 연합국 정부 대표는 민주주의 국가로 이행할 것을 요구하는 포츠담 선언을 발표했다. 그러나 일본측은 스즈키 간타로의 공식 성명을 통해 (포츠담)공동성명은 카이로 회담의 재발표라 생각하며, (일본)정부는 (포츠담 회담이) 중대한 가치있는 것이라고는 인정하지 않아 묵살하며, 단호하게 전쟁 완수에 매진한다.(共同聲明はカイロ會談の焼直しと思ふ、政府としては重大な價値あるものとは認めず默殺し、斷乎戰爭完遂に邁進する) 혹자는 이 성명중 묵살부분이 일본에서 거부라는 의미와 결정을 미룬다라는 의미가 둘 다 있는 동음이의어라는 점을 가지고 항복 이후 스즈키 간타로 본인이나 일부 사람들은 묵살 성명이 포츠담 선언의 거부가 아닌 고려 선언이라고 주장하지만, 묵살 문장에서 보이듯 포츠담 선언은 중대한 가치가 없다고 선언했으며, 포츠담 선언의 일본의 무조건 항복을 거부하며 전쟁을 지속하겠다고 명백하게 밝혔기 때문에 스즈키 간타로의 선언은 포츠담 선언의 거부선언이 명백하게 맞다. 결국 정부수장으로부터 일본의 전쟁 선언을 확인한 연합군 정부는 원자폭탄 투하를 집행한다.

### 목표 도시 설정

원자 폭탄의 투하가 진행된 경로. 고쿠라 지역에서의 투하는 기상 악화로 인해 실패했다.

1945년 5월 11일 오전 10시 로스알라모스 연구소의 (원자 폭탄 투하)목표 설정 위원회(the Target Committee)에서는 조이스 C. 스턴스(Joyce Clennam Stearns)박사를 중심으로 원자폭탄 투하지를 결정하기 위해 3가지 기준을 가지고 일본 도시들을 선별하기 시작한다.
- 지름 3마일(4.8km) 이상의 크고 중요한 표적이 큰 도시 안에 있을 것
- 폭탄의 폭풍파(영어판)가 효과적인 피해를 줄 수 있을 것
- 1945년 8월까지 (연합군의 상륙 폭격 등) 다른 공격이 계획될 가능성이 적을 것[17]

이에 따라 위원회가 선정한 원폭 투하의 대상은 다음 다섯 개 도시였다.
- 니가타 - 제철·알루미늄 제강·정유 시설 등 공업 거점과 항구
- 요코하마 - 항공기 제조 시설·부두·정유 시설 등
- 교토 - 주요 공업 거점
- 히로시마 - 탑재항, 공업 거점, 주요 군사 거점
- 고쿠라(지금의 기타큐슈) - 일본 최대의 군수품 제조 시설 중 한 곳

위의 도시들은 대부분 야간의 기습 폭격 대상에서 제외된 도시들이었고 미국 공군은 이 도시들을 치명적인 무기들을 생산할 수 있는 도시로 지정했다. 히로시마는 "도시에 있는 산업 지대 한 가운데에 있는 중요 군사 거점이자 병사들의 승선 지점. 레이다 표적에 용이하며 폭격할 시 도시에 크게 손해를 입힐 수 있는 곳. 주변에 언덕이 있어 폭격 효과를 크게 상승시켜 줄 가능성이 있음. 호수가 있어 화재를 일으키기엔 적합한 표적은 아님." 이라고 설명됐다.
원자 폭탄 투하의 궁극적 목적은 일본이 포츠담 선언에 따른 무조건 항복을 하게 시키기 위해서였다. 최종 목표 도시를 선정할 때 당시 위원회는 다음과 같이 언급했다. "목표 도시를 설정할 때 가장 중요시한 것은 이 폭격으로 인해 일본이 얼마나 큰 정신적 충격을 얻을 지였고 또한 국제적으로 얼마나 큰 파장을 일으킬 지였습니다. 교토는 일본의 군수 사업에 있어서 중요한 요충지이자 일본인들에게는 정신적 고향과도 같은 곳이기에 목표 도시로 설정하기엔 적합한 도시입니다. 도쿄 역시 일본 천황의 궁이 있다는 점에서 다른 그 어떠한 도시보다 높은 명성을 가지고 있지만 교토처럼 전략적 요충지는 아닙니다."
2차 세계대전 동안, 에드윈 라이샤워가 미국 군정보부 일본 전문가로 복무하면서 교토 원폭 투하를 반대했다는 일설이 떠돌았으나 라이샤워는 자서전에서 그것을 극구 부인하였다.
교토 원폭 투하를 막는데 결정적 역할을 했던 사람은 당시 전쟁 장관에 재임하던 헨리 L. 스팀슨이었다. 스팀슨은 신혼여행을 교토에서 보냈던 것으로 알려져 있었다.

여러 문헌에 따르면 스팀슨은 신혼 여행이 아니라 그 수십 년 뒤에 교토를 간 적이 있었으며 그래서 교토에 친숙했었다고 한다. 일설에는 문화재 보호를 위해 교토를 제외했다고 하나 후에 공개된 미군 사료에 의하면 문화재 보호를 위해 폭격을 하지 않는다는 내용은 전혀 없었다. 제 1순위 목표 도시 선정 시 교토가 빠진 이유는 전후 소비에트 연방과의 대립을 예상한 미국은 자칫 교토에 원폭을 투하하면 일본이 소비에트 연방 측으로 돌아설 가능성을 염려한 정치적 판단이었다. 7월 25일 교토의 빠진 자리에 나가사키가 추가됐다. 나가사키는 일본 최대의 조선소 중 하나가 있었고 주요 군사항이었다.
히로시마를 폭격한 후 트루먼은 일본이 항복을 하지 않을 시 원자 폭탄 투하는 계속될 것이라고 경고했고 당시 일본 안에서는 본토 결전 주장과 항복이라는 대립이 맞서는 사이 결국 두 번째 원자 폭탄의 투하가 결정됐다. 투하할 도시는 고쿠라로 선정됐지만 폭격을 시행하던 당시 고쿠라는 구름에 가려 시야가 확보되지 못했으며 연료마저 부족하여 오키나와로 가는 길목에 있던 목표 도시인 나가사키에 원폭을 투하했다.

## 히로시마

### 전쟁 중 히로시마
당시 히로시마는 대규모 산업도시였으며 군사적으로도 중요한 거점이었다. 많은 병영이 설치돼있었으며 일본 육군 5사단 사령부와 일본 영토 남쪽 전체 방어를 지휘하는 육군참모 하타 순로쿠의 제 2 육군 사령부가 있었다. 그리고 일본 해군 입장에서도 일본 최대 군사항구인 구레항에 인접해 물자와 부품을 공급하는 배후공업도시였다. 히로시마는 작은 규모였지만 병참기지였으며 통신 센터, 물류창고, 부대 집결지의 역할을 하고 있었다. 또한 이 도시는 2차 대전 당시 미군의 폭격을 당하지 않는 몇 안 되는 도시들 중 하나였고 이러한 요인들로 인해 곧 원자폭탄 투하 시 폭발 규모를 측정할 수 있게 만들어주었다.
히로시마 중심부에는 몇몇 강화 콘크리트 빌딩과 가벼운 구조물들이 있었으며 중심부 바로 바깥에는 가옥을 비롯하여 그 사이사이에 나무로 만들어진 작업장이 밀집해있었다. 교외에는 큰 산업단지가 부분적으로 있었으며, 이 산업단지 안에 있는 대부분의 건물들 역시 목조건물들이었다. 전체적으로 화재에 크게 약한 도시였던 것이었다.
전쟁 초기 히로시마의 인구는 381,000명으로 최대인구를 달성했지만 원폭 투하 후 일본 정부가 시행한 체계적 이주 정책에 의해 꾸준히 감소했다. 원폭 투하 당시 인구는 대략 340,000명에서 350,000명을 웃돈 것으로 예상됐다. 하지만 공식 문서가 소멸했기 때문에, 정확한 수치는 알기 어렵다.

### 투하

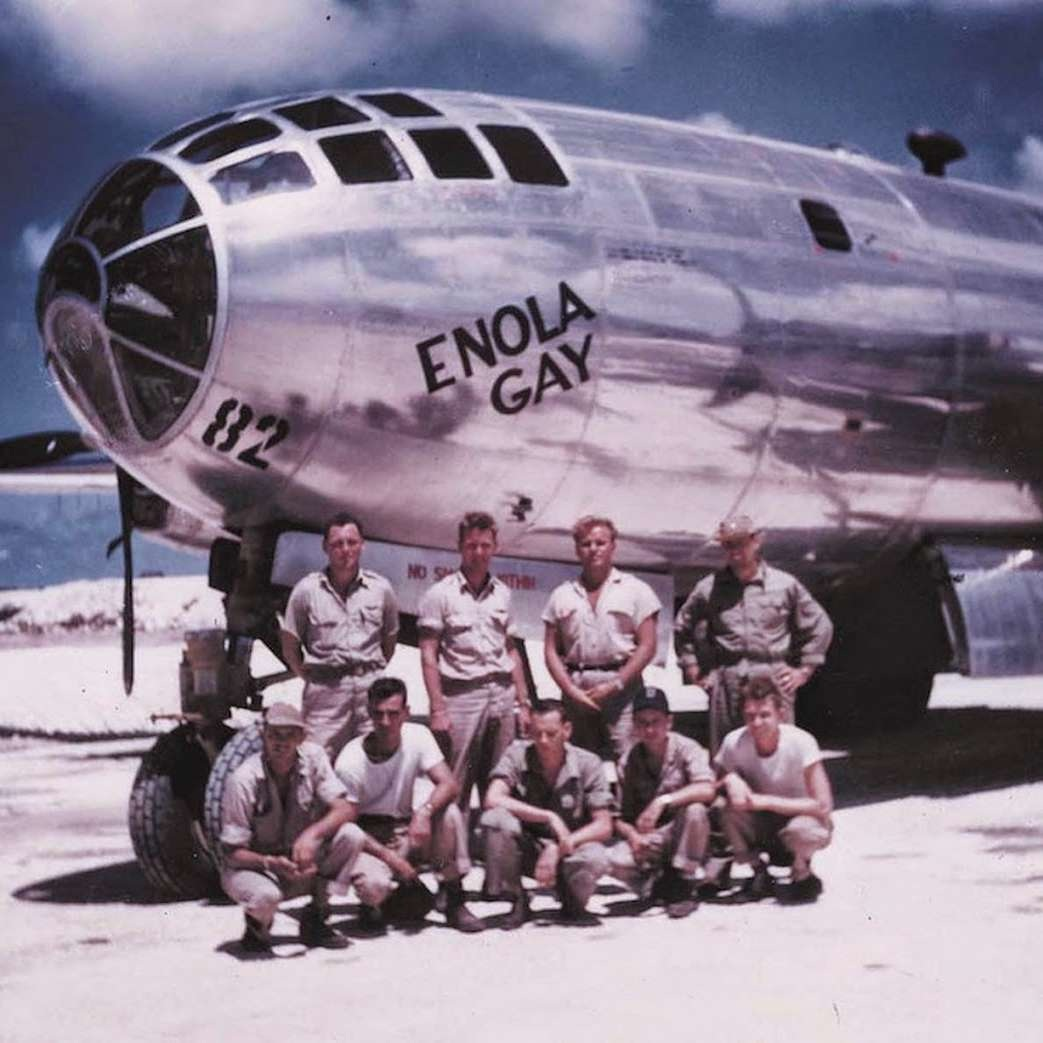
히로시마에 리틀 보이를 투하한 이놀라 게이와 승무원들.

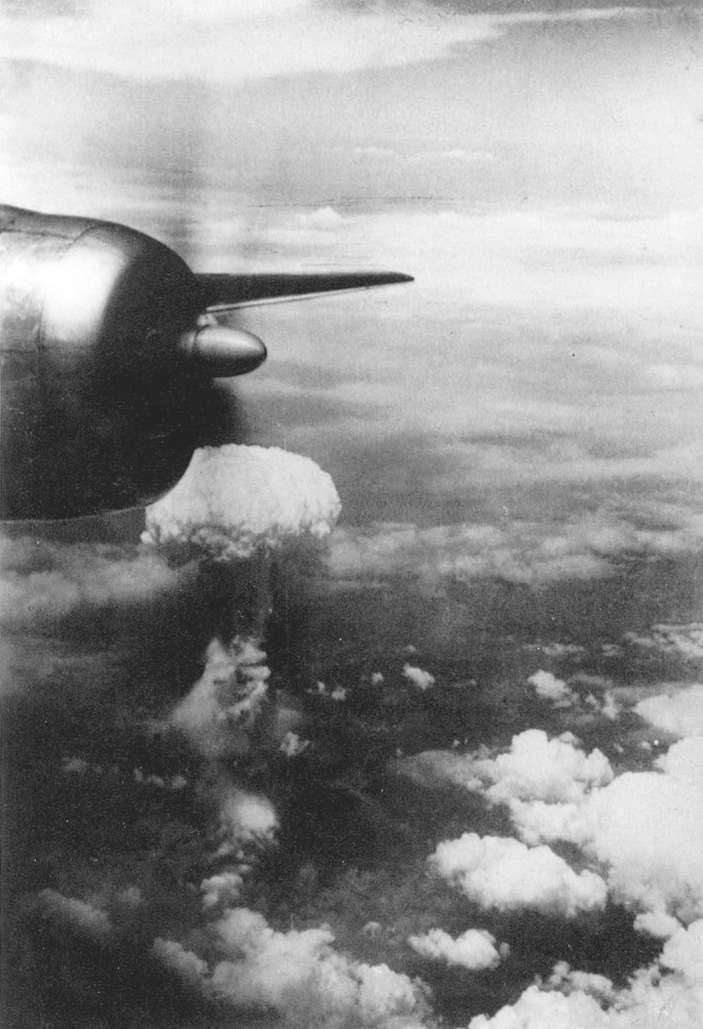
에놀라 게이에서 촬영한 "리틀 보이"가 일으키는 버섯구름.

히로시마 원자 폭탄이 투하될 제 1순위 목표 도시였으며 임무 수행 중 변수가 생길 시 이를 대체할 목표 도시는 고쿠라와 나가사키였다. 8월 6일에 투하된 이유는 그 전에는 기상 문제 때문에 시야가 확보되지 못했기 때문이었다. 393사단 폭격 비행중대에 속했던 B-29 에놀라 게이는 일본 본토 영토에서 비행시간으로 6시간 떨어진 서태평양 티니언섬 북쪽에 있던 비행장에서 이륙하여 히로시마로 향하였으며, 제 509 혼성부대 폴 티베츠 대령이 폭격기를 조종하고 지휘했다. 에놀라 게이는 두 기의 다른 B-29 폭격기와 함께 일본 본토로 향했는데, 그 두 기 중 한 기는 찰스 W. 스위니 소령이 지휘하는 그레이트 아티스트로 원폭투하 후 결과 측정을 담당했으며, 나머지 한 기는 조지 마쿼트 대위가 지휘하는 폭격기로 처음에는 기체명이 정해지지 않았으나 후에 네세서리 이블이란 이름으로 정해졌다.
티니언섬에서 이륙한 후 각 폭격기는 산개비행을 하다가 이오섬 고도 2,440 미터에서 재 집합한 후 일본 본토로 향했다. B-29 에놀라 게이는 목표도시 히로시마에서 고도 9,855 미터 상공에서 시야를 확보했다. 본토로 향하는 동안 해군 대령 윌리엄 파슨스가 이륙 시 끼칠 영향을 최소화하기 위해 분리해뒀던 원폭 리틀 보이를 장착했고, 보조를 담당하던 모리스 젭슨 소위가 히로시마에 도착하기 30분 전에 안전 장치를 분리했다.

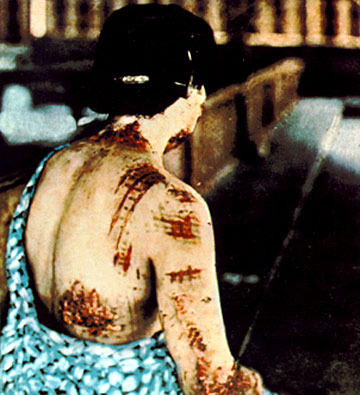
원자 폭탄으로 인해 피부가 타버린 희생자.

원폭 투하가 있기 한 시간 전, 일본 조기 경보 레이다는 본토 남쪽 부근에서 일부 미국 비행편대가 오고 있는 걸 발견했다. 히로시마를 포함해 많은 도시에 라디오 방송 등을 통해 공습경보가 울렸다. 오전 8시 무렵, 히로시마 레이다 관측소 측에선 본토로 향해오는 비행기 기체의 숫자가 몇 안 되는 것으로 파악하고 공습경보를 해제했다. 연료와 기체를 아끼기 위해 비행편대가 지나가게끔 방치했다는 것이다. 기존 라디오 방송에서는 실제로 B-29 폭격기들이 포착될 시 방공호로 대피하라는 내용을 방송했다. 하지만 이미 아침 7시 31분에 기상 관측 비행기 스트레이트 플러시가 고도 9,800 미터 상공에서 히로시마의 기상 상태가 양호하다는 내용을 담은 전언을 모스 부호로 보낸 상태였다. 아침 8시 9분 티베츠 대령은 원자폭탄 리틀 보이를 투하했다.
60 킬로그램의 우라늄 235가 담긴 포신형 핵분열 무기 리틀 보이는 히로시마 현지 시각 08시 15분에 투하됐다. 리틀 보이는 고도 9,470 미터 상공에서 43초 동안 떨어져 도시 위 580미터 상공에서 폭파됐다.B-29 에놀라 게이는 후폭풍의 영향을 받기 전까지 도시에서 벗어나 11.5 마일(약 18.5 킬로미터)을 비행했다.
리틀 보이는 옆바람 때문에 본래 조준했던 아이오이 다리에서 240 미터 벗어난 히로시마 외과 병원에 투하됐다. 리틀보이는 TNT 13킬로톤에 상응하는 폭발을 일으켰으며, 반경 1.6 킬로미터 이내의 모든 것을 파괴했으며 11 제곱킬로미터에 해당하는 화재를 일으켰다.미국은 도시의 12 제곱 킬로미터가 파괴된 것으로 측정했으며, 일본은 히로시마의 69%의 건물들이 파괴됐으며 그것을 제외한 31%의 건물들 중 6~7%가 손상을 입었다고 보고했다.
히로시마의 인구 중 70,000명에서 80,000 명, 약 30% 가 원폭 투하 당시 그 자리에서 즉사하였으며 70,000여명이 부상당했다. 또한 도시의 90%의 의사들과 93%의 간호사가 사망하거나 다쳤다. 이들은 도시에서 가장 큰 피해를 받은 시내에 있었다.

### 투하 후 상황
도쿄 NHK는 히로시마 NHK의 방송이 갑작스럽게 중지하게 되자, 다른 전화선을 이용해 방송 연결을 다시 시도하였으나 실패했다. 약 20분 후 도쿄 철도 전신 센터는 히로시마 북쪽으로 향해있는 전신이 기능을 하지 않는다는 보고를 받았다. 히로시마에서 16킬로미터 떨어진 일부 철도역들에서 비공식적으로 엄청난 폭탄 투하가 있었다는 보고했으며, 이 보고는 일본 군 참모 본부에 전해졌다.
참모 본부는 반복적으로 히로시마 군지휘부에 연락을 시도했으나 아무런 답변이 오지 않았으며 이것은 곧 지휘부에 혼란을 일으켰다. 당시 일본은 3기의 비행기가 그렇게 큰 폭발을 일으키지 않을 것이라고 판단했기 때문이다. 참모본부는 히로시마에 즉시 비행기를 보내 피해를 조사하고 도쿄에 보고할 것을 명령했다. 지휘부는 큰일은 아닐 것이라고 판단했으며 그러한 폭탄투하는 없다며 그저 소문일 뿐이라고 단정 지었다.
비행기는 히로시마 남서쪽으로 향했다. 3시간 여 동안 비행을 한 끝에 비행기 조종사와 함께 파견된 참모 장교는 히로시마에서 약 160킬로미터 떨어진 곳에서 원폭으로 인해 생긴 거대한 연기구름을 목격했다. 비행기는 곧 도시에 다다랐으며 히로시마에 있던 모든 것이 불타고 연기에 뒤덮여있는 광경을 목격하며 히로시마 상공을 비행했다. 참모 장교는 이 사실을 도쿄에 보고한 후 즉시 피해를 측정했다.
1945년 8월 8일 미국은 도쿄 라디오에서 히로시마 폭격을 알리는 내용을 담은 보고를 받았다. 당시 라디오 내용은 이러했다. “사람, 동물, 모든 생명을 가지고 있는 것이 말 그대로 죽음 속에 그슬렸습니다."

### 사망자
미국 에너지부의 기록에 따르면 히로시마 원폭 투하 당시 즉사한 사망자가 대략 70,000명이라고 돼있다. 의료 물자 부족 때문에 화상과 피폭 및 관련 질병을 입은 환자들은 더욱 더 부상이 심해져 1945년 말 히로시마 원폭 투하로 인해 생긴 총 사망자는 90,000명에서 166,000명이었다. 일부는 1950년까지 피폭으로 인한 암과 같은 장기질환 등 때문에 사망한 사람들까지 합하면 약 200,000명에 이를 것이라고 추산했다. 이 중 한국인 사망자는 3만명에 달한다. 또 다른 연구에 따르면 1950년부터 1990년까지 일본에서 각종 암으로 죽은 사람들 중 9%가 히로시마 원폭 당시 피폭을 맞은 사람들이라고 발표했다.
- 조선 왕자 중 한 명인 이우. 그는 히로시마에서 일본군 중좌로 복무중이었다. 히로시마에 투하된 원자폭탄에 의해 피폭된 후 다음날 8월 7일 사망.

### 원폭 유적과 생존자

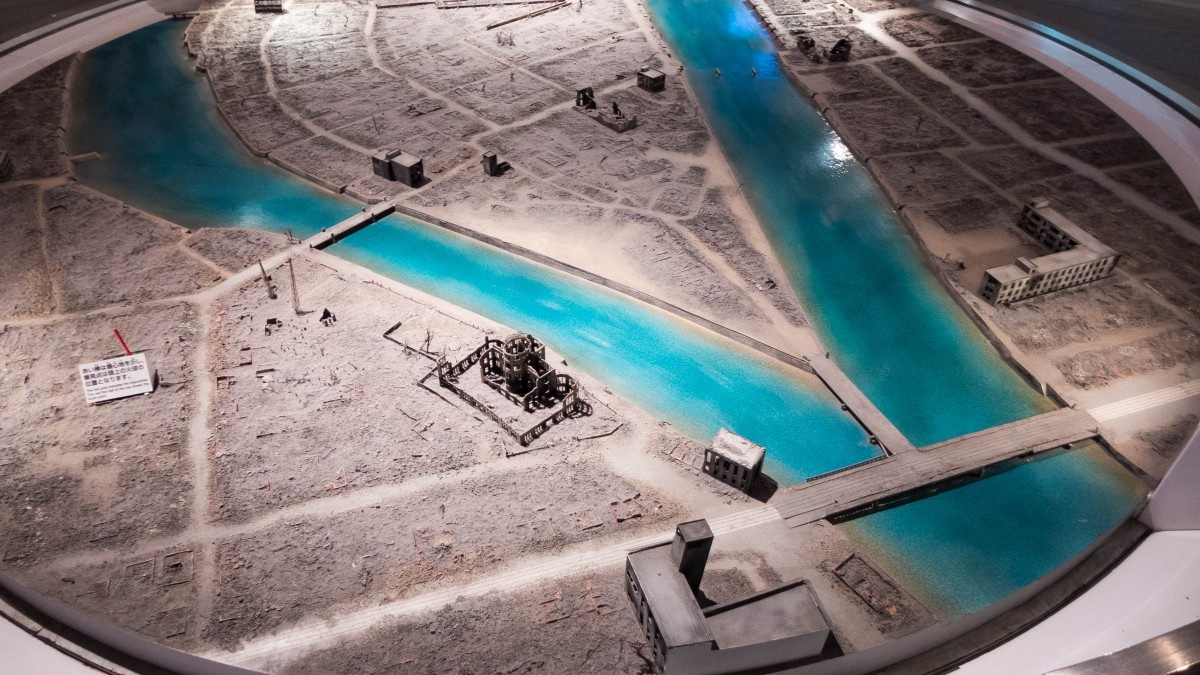
소축척으로 재현한 히로시마의 그라운드 제로의 모습

일본은 지진이 잦은 환태평양 조산대에 위치하기 때문에 일부 강화 콘크리트 건물들은 굉장히 견고한데, 히로시마에도 이런 건물들이 있었으며 이 건물들 중 일부는 원폭에도 붕괴되지 않았다. 생존자 노무라 에이조(野村 英三)는 그라운드 제로에서 170미터 떨어진 강화 콘크리트 건물(전후엔 레스트 하우스로 바뀜) 지하에 대피해있어 살아남은 것으로 가장 많이 알려져 있다. 또한 그라운드 제로에서 300미터 떨어진 히로시마 은행에 있던 다카쿠라 아키코(高蔵 信子)도 대표적인 생존자 중 한 명이다. 원폭 투하가 이루어진 후 폭발은 샛길보다는 큰 길을 향해 퍼져나갔으며 이것은 히로시마 산업 전시관이 폭발에서 붕괴되지 않게 해주었다. 히로시마 산업 전시관은 그라운드 제로에서 150미터 떨어진 곳에 있었다. 후에 이 건물은 히로시마 평화 기념관으로 명명됐으며 1996년 미국과 중화인민공화국의 반대를 무릅쓰고 유네스코 세계 유산으로 지정됐다. 또한 히로시마 원폭 투하 희생자들을 기리는 위령비가 세워졌다.

## 나가사키

### 전쟁 중 나가사키의 상황
나가사키시는 일본 본토 남쪽에 있는 가장 큰 항구 도시 중 하나였으며 제2차 세계 대전 당시 대규모 산업 지대를 포함하고 있었고 군수품, 선박, 무기 전쟁 물자를 생산하는 도시였기에 히로시마와 마찬가지로 굉장히 중요한 역할을 담당하는 도시였다.
히로시마의 모습과는 달리 제2차 세계 대전 당시 나가사키 대부분의 건물들은 목재로 지어진 전통 일본식 집 형태를 띠고 있는 것이 많았다. 수많은 공장과 사무실들 또한 폭발과 화재에 약한 재료나 나무로 지어졌었다. 또한 나가사키는 계획도시가 아니었기 때문에 시민들 중 대부분이 산업 지대 공장에 굉장히 근접한 곳에서 살고 있었다.
나가사키는 원폭 투하가 있기 전에 한 번도 대규모의 공습을 겪지 않은 도시였지만 1945년 8월 1일 수많은 재래식 고성능 폭탄들이 도시 투하됐다. 이로 인해 도시 남서쪽에 있는 조선소와 부두가 피해를 일부 입었으며, 미쓰비시 중공업 공장과 군수공장이 타격을 받았으며 6발의 폭탄이 나가사키 의과 대학과 병원에 떨어졌으며 그 중 세 발이 직접타격을 받았다. 피해는 비교적 적은 편이었으나 나가사키 시와 아이들을 둔 주민들에게는 큰 염려를 불러일으켰으며 곧 나가사키 주민들은 안전을 위해 도시에서 벗어나 시골지역으로 이주했다. 따라서 원폭투하가 이루어졌을 당시 도시의 인구는 줄어들고 있었다.
나가사키 북쪽에는 영국 연방 포로 수용소가 있었다. 이들 중 일부는 석탄 광산에서 노동했으며 원폭투하를 목격했다.

### 투하
1945년 8월 9일 아침 미국 찰스 393사단 비행 중대 찰스 스위니 소령이 지휘하는 B-29 벅스카가 두 번째 원자폭탄 팻 맨을 싣고 주요 목표 도시 고쿠라로 향했다. 임무 계획은 히로시마 임무와 거의 동일했다. 두 기의 B-29가 팻 맨을 실은 비행기를 뒤따라가면서 기상 관측 및 사진 촬영과 원폭 투하 결과 측정을 맡았다. 스위니 소령은 비행기에 이미 팻 맨을 장착한 상태였지만 전기 안전 플러그는 해제하지 않은 상태였다.
기상 관측을 담당하는 비행기가 고쿠라, 나가사키 모두 시야확보를 스위니 소령에게 보고했다. 그러나 벅스카가 일본 해안에 있는 재 집합 장소에 도착할 무렵 그 뒤를 따르던 세 번째 B-29 빅 스팅크를 조종하던 제임스 I. 홉킨슨 중령이 재 집합에 실패했다. 벅스카와 다른 B-29는 빅 스팅크 없이 40여분 동안 상공을 활주했지만 원폭 투하 계획에서 30분이나 지연됐기 때문에 스위니 소령은 홉킨슨 중령 없이 원폭 투하를 결정했다.
30분 후 B-29는 고쿠라에 다다랐으나 이미 구름이 도시 70%를 가려버려 육안으로 폭격을 하지 못하게 됐다. 도시 상공을 3회 배회한 스위니 소령은 이륙 전 예비 탱크의 연료 공급 펌프를 수리 받지 못해 연료가 부족하게 된 상태가 되어 대체 목표 도시인 나가사키로 향했다. 나가사키에 대한 시야가 확보되지 못할 시 벅스카는 오키나와에서 원폭을 옮겨 필요한 경우 바다에 버려야할 상황이었다. 당시 핵폭탄 발사 준비원이었던 미 해군 중령 프레더릭 애시워스는 나가사키의 시야가 확보되지 못 할 시, 레이다를 이용해 원폭 투하를 하기로 결정했다.
일본 현지 시각 07시 50분 경, 나가사키에 공습경보가 울렸으며 08시 30분에 경보가 완전 해제됐다. 10시 53분, 두 대의 B-29가 포착되자 일본군은 정찰 비행기로 확정하고 아무런 경보를 울리지 않았다.
몇분 후 11시 00분, B-29 그레이트 아티스트를 조종하던 프레드릭 C. 벅 대위는 세 개의 기기들을 낙하했는데, 이 기기들 안엔 캘리포니아 대학교 버클리에서 세 명의 과학자들과 함께 원자 폭탄을 연구한 도쿄 대학 사가네 료키치 교수에게 담긴 편지가 담겨있었다. 이 편지의 내용은 사가네 교수가 대중들에게 원자폭탄의 위험성을 알리라는 것이었다. 이 편지는 일본군 장교들이 앞서 찾아내었고, 한 달이 지나서야 사가네 교수에게 전해졌다. 1949년 이 편지에 관련된 인물인 루이스 앨버레즈는 사가네 교수를 만나 사인했다.
11시 01분, 나가사키에서의 마지막 1분에 벅스카의 폭격수였던 커미트 비핸 대위가 타격지점을 육안으로 확인했다. 약 6.4 킬로그램의 플루토늄 239가 담긴 팻 맨이 나가사키 산업 지대에 투하됐다. 팻 맨은 43초 후 나가사키 남쪽에 있는 미쓰비시 중공업 공장, 군수공장과 북쪽에 있는 미쓰비시-우라카미 어뢰제작공장 사이에 정확히 투하돼 도시 위 상공 439 미터에서 폭발했다. 본래 타격지점에서 북서쪽으로 거의 3킬로미터 떨어진 곳에서 폭발된 것이다. 폭발은 우라카미 계곡에서 한정된 채 일어나 나가사키의 주요 부분은 언덕으로 인해 보호를 받았다. 팻 맨은 TNT 21 킬로톤에 상응하는 폭발을 일으켰으며, 진주만에 91타입 어뢰를 공급하던 미쓰부시-우라카미 어뢰 제작공장이 파괴됐다. 폭발반경은 약 1-2 킬로미터로 측정됐고 후에 화재가 북쪽에서 남쪽까지 3킬로미터 퍼졌다. 폭발지점에는 순식간에 섭씨 3,900도의 열이 달아올랐으며 후폭풍의 바람 속도는 1005 km/h로 측정됐다.

### 사망자
이 원폭 투하로 인해 40,000명에서 75,000명에 이르는 사람이 즉사했으며, 1945년 말까지 총 80,000여 명이 사망한 것으로 측정됐다. 또한 최소 8명에서 최대 13명의 전쟁 포로가 원폭 투하에 사망된 것으로 확인됐으며, 그 명단은 이러하다.
- 영국 연방 시민 한 명[66][67][68][69][70]
- 네덜란드 전쟁 포로 일곱 명(이 중 두 명의 이름은 알려졌다)[71]
- 전하는 바에 의하면 최소 두 명의 국적불명 전쟁포로가 피폭을 입어 전후 암으로 사망[72]

### 생존자
알려지지 않은 숫자지만 히로시마 원폭 생존자들 중 일부가 두 번째 원폭이 투하되기 전 나가사키로 이주했다.
전하는 바에 따르면 나가사키 원폭 투하 당시 나바호족 출신 미국인 전쟁포로 조 키에유미아(Joe Kieyoomia)가 후폭풍에서 살아남았다고 한다. 1963년 고쿠라 시와 다른 시를 통합시켜 발족된 기타큐슈시에는 나가사키의 종과 평화 기원비가 있다.

## 추가 원폭 투하 여부
히로시마와 나가사키 원폭 투하 후 미국은 그 해 8월 셋째 주에 한 기, 9월과 10월에 각각 세 기를 추가로 투하하려는 계획을 세웠다. 맨해튼 프로젝트 총 책임자 레슬리 그로브스 장군이 8월 10일 미군 참모총장 조지 마셜에게 ‘다음 투하는 8월 17일 혹은 18일 뒤에 날씨조건이 만족 되는 대로 이루어져야한다’라는 제안을 했다. 마셜은 이 제안에 지지한다는 내용을 담았지만 동시에 ‘대통령의 허락이 있을 때까진 그 시기에 투하를 하지 못할 것’이라는 답변을 보냈다. 또한 몰락 작전 계획 수립이 시작되기 전 이미 미국 육군성에서는 일본이 항복을 하지 않는다는 가정 하에 어떤 식으로 본토공습을 시행할지 의논하였다. 그러나 일본이 항복을 선언하자 곧 추가 원폭 투하 여부 의논은 종식됐다.
일본에 투하할 원자폭탄은 총 15발이 준비되어 있었다고 알려져 있지만 사실은 그당시 미국이 소유했던 총 핵폭탄의 갯수는 3개였다. 이중 1개는 폭탄의 위력을 확인하기 위해 사용되어서 일본 침공시 준비되었던 핵폭탄의 갯수는 단 2개뿐 이었다.

## 일본의 항복
미 전시 내각은 8월 9일까지 일본에게 네 가지 조건을 수용하여 항복할 것을 요구했다. 8월 8일 소련이 얄타 협정에 근거를 두고 소-일 불가침 조약을 파기, 일본에 선전포고를 하자 히로히토는 기도 고이치에게 “소련이 우리에게 전쟁을 선포했으니 즉시 상황을 수습하라”는 명령을 내렸다. 한편, 대한민국 임시 정부에서도 1945년 9월에 일본을 공격하기로 예정이 되어 있었다. 기도는 즉시 제국 회의를 열어 외무 대신 도고 시게노리에게 연합군의 항복 요청을 기존의 네 가지 조건에서 한 가지 조건으로 축소시켜 수락하라고 이야기했으며 동시에 “천황의 지위에 흠이 갈 수 있는 요구에는 타협하지 말 것”이라고 전했다. 8월 12일 히로히토가 황가에 항복의사를 밝혔으며 연합군 측에서 천황제를 방치하려는 움직임이 보이자 이틀 후 14일 히로히토는 연합군 측에 항복을 선언하는 내용을 일본 전역에 방송했다. 이에 다음날 군부 측에서는 항복 선언에 반대하는 봉기가 일어났으나 곧 수그러들었다. 그리고 이후 4만여 명의 미군이 히로시마를 점령했고, 2만 7천 명이 나가사키를 점령했다. 또한 9월에 연합국(영국, 미국, 중화민국, 소련)이 일본을 분할 점령할 목적이 있었는데 이 역시 일본이 예상보다 빨리 항복하는 바람에 무산되고 말았다.
다음은 최고책임자였던 히로히토의 조건없는 항복 방송 중 원자폭탄에 관한 부분이다.
기타.
- 훗날, 2차 대전 종전 후 5년 뒤에 발발한 6.25 전쟁에서 중공군 참전으로 인하여 국군과 유엔군에게 전황이 불리하게 돌아가자 맥아더 장군은 중국을 상대로 핵공격을 할지에 대한 논의를 시작했다. 하지만 해리 S. 트루먼을 비롯한 미국 정계는 2차 대전 직후인 상황인지라 3차 대전에 대한 우려가 커서 중국과의 확전을 피하고 싶었다. 더구나 "원자폭탄을 유럽에선 쓰지 않고 아시아를 상대로 또 쓰는 건 인종차별적이다"라는 여론이 제3세계 국가들에 있었는데다, 미국은 냉전으로 적국을 최소화해야 했기에 핵 사용 결정을 보류하다가 폐기하였다.

- 히로시마 원폭 투하 상황에 대해 자세히 다룬 책으로 <카운트다운 히로시마>가 있다. 방대한 자료 조사와 중립적인 시각으로 원폭 투하 준비 과정(순양함 인디애나폴리스 침몰사건의 비극도 나온다)부터 생존자들의 이야기까지 폭넓게 다루고 있다. 이 책의 내용을 바탕으로 만든 같은 제목의 BBC 다큐멘터리도 있다. 다만 '일본 민간인도 피해자가 맞을지라도 마치 그걸 이용해서 일본이 피해자인 양 묘사했다'고 주장하면서 역시 불쾌하게 보는 사람들도 많으니 판단은 알아서 할 필요가 있다. 무엇보다 일본, 미국 외 제3자의 입장에서 만들었다는 점도 감안할 필요는 있다.

- 세계 바둑 역사에도 리틀보이는 엄청난 상처를 남겼다. 일본기원 혼인보전 타이틀 매치를 히로시마에서 하고 있었는데 거기에 리틀 보이를 두드려 맞은 것이다. 특히 조훈현의 스승인 세고에 겐사쿠 九단은 리틀 보이에서 살아남은 것으로 유명하다. 당시 제3회 혼인보전이 히로시마 교외의 료칸에서 진행중이고 일본기원 히로시마 지부에 세고에 九단이 있었는데, 리틀 보이가 떨어져버린 것이다. 세고에 九단은 기적적으로 목숨을 건졌고, 나머지 일본기원 히로시마 지부 직원들은 원자폭탄의 폭압과 방사능 피폭으로 사망했다. 제3회 혼인보전 타이틀 매치를 하고 있던 하시모토 우타로와 이와모토 가오루도 폭압과 방사능에 휘말렸다. 원폭대국 사건 다행히도 대국장인 료칸은 히로시마 시내에 있지 않고 폭심지에서 살짝 비껴나 있어서 대국자들은 무사했고, 대국은 중단됐다가 몇 시간 후 속개됐다.

"(중략)…뿐만 아니라, 적은 새로이 잔인한 폭탄으로 죄없는 백성들을 끊임없이 죽이니, 그 참혹함은 참으로 셀 수 없을 정도로 크다. 그리하여 더 이상 전쟁을 계속하는 일은, 결국 우리 민족의 멸망을 불러올 뿐만 아니라, 인류의 문명 또한 부수어버릴 것이다. 이리 되면 짐은 어찌 수많은 백성들을 지키고, 황실과 조상의 신령께 고개를 들 수 있겠는가. 이것이, 짐이 제국 정부로 하여금 공동 선언에 응하도록 명한 연유이다. 짐은, 제국과 함께 끝까지 동아시아의 해방을 위해 노력한 모든 맹우(盟友)들에 대하여, 유감의 뜻을 보이지 않을 수 없다.

## 히로시마와 나가사키의 원자 폭탄 투하를 소재로 한 작품

### 히로시마에 원자 폭탄 투하를 소재로 한 작품

#### 만화
- 맨발의 겐

#### 만화 영화
- 맨발의 겐

## 같이 보기
- 맨해튼 계획
- 일본의 핵무기 개발
- 일본의 항복
- 모 버그(영어판)

## 참고 문헌
- Jones, Vincent (1985). 《Manhattan: The Army and the Atomic Bomb》. The United States Army in World War II: Special Studies. Washington, D.C.: United States Army Center of Military History. OCLC 10913875.
- Wellerstein, Alex (2020). 〈The Kyoto Misconception: What Truman Knew, and Didn't Know, About Hiroshima〉.   Gordin, Michael D.; Ikenberry, G. John. 《The Age of Hiroshima》 (PDF). Princeton, New Jersey: Princeton University Press. 34–55, 317–321쪽. ISBN 978-0-691-19344-1. OCLC 1099689341. 2023년 7월 26일에 확인함.